# Katharine Murray Lyell
Pour les articles homonymes, voir Lyell.
Katharine Murray Lyell (1817–1915) est une botaniste britannique, auteur d'un des premiers livres sur la distribution mondiale des fougères et rédactrice en chef des volumes de la correspondance de plusieurs scientifiques notables de l'époque.

## Biographie
Katharine Murray Horner est l'une des six filles du marchand et géologue écossais Leonard Horner, qui emmène ses filles avec lui aux réunions de la British Association for the Advancement of Science.
La sœur aînée de Katharine Horner, Mary, est une géologue et conchologue qui épouse le géologue Charles Lyell. Katharine Horner épouse le jeune frère de Charles Lyell, Henry. Leur fils aîné, Léonard, devient député.
En tant que botaniste, Katharine Lyell se spécialise dans les fougères et publie en 1870 un volume sur la répartition géographique des fougères dans le monde. Dans sa préface, elle reconnaît une dette envers le recueil inachevé de fougères de William Jackson Hooker, Synopsis Filicum (publié à titre posthume en 1868), mais le livre de Lyell est le premier à être organisé autour de la géographie des fougères plutôt que des catégories taxonomiques plus habituelles. Elle voyage en Inde avec Henry, où elle collecte des plantes dans plusieurs régions, dont le delta du Gange, et elle correspond avec des victoriens éminents de son époque comme les scientifiques Alfred Russel Wallace et Charles Darwin et la missionnaire Harriette Colenso (qui a collecté des fougères pour elle). Sa collection de fougères est partagée entre les Jardins botaniques royaux de Kew et l'Université de Reading Herbarium (RNG), tandis que ses autres plantes vont au British Museum.
Lyell entreprend la rédaction de volumes de correspondance et de mémoires de trois des scientifiques éminents de son époque. Lorsque son beau-frère Charles meurt en 1875, elle devient compilatrice et rédactrice en chef d'une édition en deux volumes de sa biographie, de ses lettres et de ses journaux. Une décennie plus tard, après la mort de son père, elle édite deux volumes de ses lettres. Elle édite également la biographie et les lettres d'un autre de ses beaux-frères, Charles Bunbury, un paléobotaniste réputé.

## Ouvrages
- Catherine Lyel. Un manuel géographique de toutes les fougères connues : avec des tableaux pour montrer leur distribution . Londres : John Murray, 1870.
- Katharine Lyell, éd. La vie, les lettres et les journaux de Sir Charles Lyell . Londres : John Murray, 1881.
- Katharine Lyell, éd. Mémoire de Leonard Horner, FRS, FGS : composé de lettres à sa famille et de certains de ses amis . Londres: Women's Printing Society, 1890.
- Katharine Lyell, éd. La vie et les lettres de Sir Charles JF Bunbury . Londres : John Murray, 1906.